# سفتازیدیم
سفتازیدیم (به انگلیسی: Ceftazidime)
رده درمانی: سفالوسپورین‌ها
اشکال دارویی: آمپول

## موارد مصرف
سفتازیدیم از سفالوسپورین‌های نسل سوم است که علیه باکتری‌های گرم منفی به‌ویژه نگونه‌های سودوموناس مؤثر است. این دارو در درمان عفونت‌های ناشی از باکتری‌های گرم مثبت و گرم منفی حساس به دارو از جمله عفونتهای مجاری صفراوی، عفونت‌های تنفسی، درمان بیماری‌های عفون‍ی در بیمارانی که سیستم ایمن‍ی آن‌ها تضعیف شده‌است، مننژیت، پریتونیت، پنومونی، سپتی سمی، عفونت‌های پوست‍ی و پیشگیری از بروز عفونت پس از اعمال جراحی مصرف می‌شود.

## مکانیسم اثر
مانند پنی‌سیلین‌ها بر دیواره باکتری‌ها مؤثرند. سفتازیدیم از طریق مهار سنتز دیواره سلول باکتری موجب ناپایداری اسموتیک باکتری شده و آثار باکتریسیدی دارد.

## عوارض جانبی
تهوع، استفراغ و اسهال و به ندرت علائم کولیت پسودوممبران (ناشی از آنتی بیوتیک)، سردرد، کاهش ائوزینوفیل ها، واکنشهای آلرژیک مانند کهیر و ضایعات جلدی و علایم حساسیت‌مفرط شامل شوک آنافیلاکتیک . نیز تب، درد مفاصل، اریتم مولتی فرم، نکرولیز سمی پوست، اختلال در آنزیم‌های کبدی، هپاتیت و یرقان کلستاتیک گذرا 